# Zaváďka
Zaváďka (někde také zavádka) je obřadní tanec Hanáckého Slovácka. Jedná se o pomalý důstojný tanec v tříčtvrtečním taktu hrající i několik hodin. Tančí se na hodech a zpívají ji mužáci.[ujasnit] Tanec je specifický nejen pomalým rytmem, ale hlavně tanečním provedením. Do tříčtvrtečního rytmu se udělá krok, postaví na špičky, další krok, stoj na špičky a tak stále dokola. Styl provedení zaváďky se liší vesnici od vesnice. Někde zpívají standardní zaváďkové písně, jinde jejich text každý rok mění, aby se v nich odrazily osobnosti toho roku úřadujících stárků a stárek, popřípadě sklepnic a sklepník; někde se navzájem uklání, jinde ne; někde krojovaná děvčata vytancuje kde kdo z vesnice, jinde jen vybraní jedinci...
Nejznámější a největší je zaváďka ve Velkých Bílovicích, které jsou tímto tancem a jeho tradicí udržovanou a prakticky nezměněnou již přes 140 let, známé. Každoročně se zde hodů a tedy i zaváďky, účastní kolem 60 krojovaných domácích párů (v roce 2021 to bylo 72). Celá tradice začíná již dlouho před hody, kdy chlapec shání zavaděče. Zavaděč je ženatý muž – mužák, který za svobodna chodil v kroji v chase. Stárkám mohou zavádět pouze mužáci, kteří za svobodna v minulosti také stárkovali.

## Průběh zaváďky
V hodové pondělí chlapci na vyhlášené sólo věnované mužákům předají své partnerky a sami se odebírají do ústraní, aby si zde s celou chasou ozdobili klobouky (húseňáky) po obvodu cigaretami. Po skončení sóla se dívky vrátí opět svým partnerům a ti jim očistí a vyleští boty, sobě poté také. V tomto okamžiku se může zaváďka vyhlásit. Dívky stojí po obvodu hodového sóla, chlapci utvoří na jedné straně sóla tzv. špalír: dvě řady s uličkou, kudy projdou oba stárci. Nejdříve vychází první stárek. Obřadním krokem (krok, stoj na špičky, kroj, stoj...) obejde sólo, přičemž než přijde ke stárce, udělá tři malé zastávky; malá kolečka, na jejichž konci vždy sundá klobouk a směrem k chlapcům zakřičí Veselo chaso!, načež chasa spustí veselý výskot. Klobouk opět nasadí a pokračuje dál. Chlapci při tanci kouří viržinka, což má symbolizovat dospělost. Když má stárek za sebou tato tři kolečka a zvolání, dostává se ke stárce, asi na dva metry. Před ní opět sundá klobouk a ukloní se. Stárka se také ukloní, udělá tří kroky vpřed, stoupne na špičky do tří stran a udělá otočku, po které se opět ukloní, přičemž se jí dostane potlesku. Poté stárek nasazuje klobouk, obřadním krokem přijde do bezprostřední blízkosti dívky, chytnou se za pravé ruce a pokračují v tanci spolu. Dívka přitom couvá. Totéž se opakuje i s druhým stárkem a stárkou.
Zbytek chasy už má na zapojení do tance jednodušší spád. Chlapci si pro své partnerky přijdou obyčejným, na zaváďkovým krokem a chodí zrovna po dvou, nejmladší ročníky už po třech či po čtyřech najednou. Tanec začínají tak, že před děvčaty sundají klobouk, ukloní se a počkají, až se jim ukloní také děvčata. Poté se zapojí do tance ke stárkům a takto postupně i celá chasa.
V průběhu zaváďky se chlapci vymění s již zmiňovanými zavaděči, kteří odtancují s děvčaty zaváďku až do konce, dokud se na sólo nevrátí poslední vyměněné páry a muzika nepřestane hrát. Před vstupem na sólo si mužáci vymění s chlapci kroj – kordulu a klobouk. Svobodní chlapci teď mají na sobě obyčejnou černou soukennou vestu a klobouk, mužáci vestu vyšívanou a klobouk s květinami, pentlemi a kohoutími péry.
Chlapci, kteří se zaváďky neúčastní bohatě zavdávají vína. Ve Velkých Bílovicích se dívky i vykupují – od zastupitelstva města "nakoupí" různé sladkosti, ovoce a víno, což má dnes spíše už symbolický význam, dříve to ale dívce zajistilo bezplatný vstup na všechny pořádané akce. Až po vykoupení se mohou vyměnit se svým zavaděčem.
Je důležité zmínit, že průběh zaváďky se všude liší. Např. otočku dělají stárky jen ve Velkých Bílovicích, v Kobylí se navzájem páry neuklání ale zavdají si vína, ve Velkých Pavlovicích je děvčatům zaveden kdokoliv, kdo se zaváďky zúčastní, na Vrbici zaváďku tancují jen stárkovské a sklepnické páry a také zde nevykupují děvčata chlapce, ale chlapci děvčata. Prostě kostra obřadního tance je stejná, no všechny vesnice, které ji tancují, se v průběhu let zařídily po svém; některé náležitosti vyřadily, jiné zase domyslely a tím pádem se vám v každé obci naskytne unikátní pohled na tuto tradici.

## Zaváďkové písně
Dle pamětí MUDr. Mikuláše Otčenáška z r. 1895:
- Súdili se tí bílovští s pánem
- Ten bílovský zámek
- Dívča ze dvorečka
- Orala, orala
- Páni muzikanti, vemte inštrumenty
- Hezká, pěkná na lavici spala
- Vy bílovská chaso

Podle vesnice, kde se zaváďka odehrává, se slova písní mění. Buď všechna a skládají se texty ušité namíru o stárcích a stárkách, nebo jen názvy míst v písni – např. Ten vrbecký zámek, Vy kobylská chaso, Súdili se ti pavlovští s pánem, apod.